# Bamanophis dorri
Bamanophis dorri – gatunek węża z rodziny połozowatych (Colubridae), jedyny przedstawiciel monotypowego rodzaju Bamanophis. Występuje w Afryce Zachodniej – w południowym Mali, Burkinie Faso, północnej Ghanie, północnym Togo, północnym Beninie, Senegalu, Gwinei i południowej Mauretanii.